# Батоліт Сьєрра-Невади
Батоліт Сьєрра-Невади — великий батоліт в гірському ланцюзі Сьєрра-Невада (Каліфорнія, США). Ця безперервна гранітна формація формує багато із структур гірського масива.
Батоліт складається з багатьох індивідуальних скельних мас — плутонів, які сформувалися на значній глибині протягом окремих епізодів інтрузії магми. Надзвичайно гарячі та легкі плутони, так звані діапіри, інтродукувалися через щільніші старіші породи, формуючі характеристичні структури Сьєрра-Невади.